# ロビー・ディーンズ
ロバート・マクスウェル・ディーンズ（Robert Maxwell Deans, 1959年9月4日 - ）は、ニュージーランド出身のラグビー指導者。元ラグビーニュージーランド代表選手。短縮形はロビー（Robbie）。
世界最高峰の名将であり、クルセイダーズヘッドコーチ（2000年 - 2008年）、ニュージーランド代表アシスタントコーチ（2001年 - 2003年）、ラグビーオーストラリア代表ヘッドコーチ（2008年 - 2013年）を歴任。
2014-15シーズンから2024-25シーズンまで11季にわたり、埼玉パナソニックワイルドナイツのヘッドコーチを務めた。
2016年、2017年のバーバリアンズヘッドコーチを務めた。

## 来歴
現役時代
北カンタベリー地方フルヌイ地区シャビオット出身。クライストチャーチの名門クライスト・カレッジ卒業後、リンカーン大学に短期間在学し、リンカーン大学ラグビーチームへ入団。U-19ラグビーニュージーランド代表に選出された（なお、リンカーン大学では学位を取得していないが同窓生名簿には名前が残っている）。
1979年から1990年までカンタベリー州代表選手としてファースト・ファイブ・エイス、フルバックとして選手生活を送る。1983年から1985年までラグビーニュージーランド代表（オールブラックス）に選出され5キャップ。
ラグビー指導者
U-21カンタベリーカントリーコーチ（1991年）、カンタベリーカントリーコーチ（1992年 - 1995年）を経て、1997年にニュージーランド州代表選手権（NPC）カンタベリー州代表ヘッドコーチに就任。同年チームを優勝に導く。翌年には名門カンタベリー・クルセーダーズ（現在のクルセイダーズ）マネージャーに就任しウェイン・スミスのアシスタントを務める。2000年にスミスがオールブラックスヘッドコーチに就任したためクルセイダーズヘッドコーチに昇格。同年のスーパー12（現在のスーパーラグビー）でオーストラリアのブランビーズを破り優勝。カンタベリー州代表とクルセイダーズヘッドコーチを兼任していたが、クルセイダーズヘッドコーチに専念するため2000年シーズンを最後にカンタベリー州代表ヘッドコーチを退任。2001年にジョン・ミッチェルオールブラックスヘッドコーチ（当時）のアシスタントに就任し2003年まで務める。
スーパーラグビーで優勝5回（2000年・2002年・2005年・2006年・2008年）、準優勝2回（2003年・2004年）。この間、カンタベリー最優秀コーチ賞を4度受賞（2001年、2003年、2005年、2006年）、ニュージーランド最優秀コーチ賞（2002年）を受賞。世界最高峰のラグビー指導者として呼び名が高く、クルセイダーズを世界最強のクラブチームへ育て上げた。ラグビー指導者としての能力を高く評価され南アフリカ共和国のラグビーチームストーマーズやラグビーオーストラリア代表ヘッドコーチ就任が噂された。
2007年ワールドカップ（フランス開催）でのオールブラックス惨敗を受け、オールブラックスヘッドコーチ就任の噂が立つ。ディーンズはオールブラックスヘッドコーチに立候補し本命と注目されるも、グラハム・ヘンリーが再び立候補を表明し事実上の一騎討ちが展開された（このときの最終候補者は4名）。2007年12月6日、ニュージーランドラグビー協会（NZRU）は、ヘンリーの留任人事を発表。この決定を受け同年12月14日にオーストラリアラグビー協会（ARU）はディーンズを次期代表ヘッドコーチに内定し2011年ワールドカップ（ニュージーランド開催）を見据えた人事案を発表。オーストラリアラグビー史上初となるニュージーランド人の代表ヘッドコーチが誕生した。また契約の残るクルセイダーズヘッドコーチも2008年シーズン終了まで兼任することを発表した。
オーストラリア代表ヘッドコーチ
2008年シーズンはクルセイダーズを優勝に導きスーパー14を最高の形で終えオーストラリア代表ヘッドコーチへ就任。トライネイションズでは6戦3勝3敗で2位に終わる。
2009年シーズンは前哨戦となるバンダバーグ・ラム・シリーズ4戦4勝、トライネイションズ6戦1勝6敗、北半球遠征7戦4勝1分2敗。ヘッドコーチ就任2年目までに16名の新人選手がワラビーズに加入し新旧融合チームを編成。
2010年シーズンは4戦3勝1敗、トライネイションズ6戦2勝4敗、ブレディスローカップ4戦1勝3敗、北半球遠征6戦4勝2敗。
2011年シーズン、カストロール・エッジ戦でサモアを相手に敗戦。2011年ワールドカップ予選プール4戦3勝1敗で2位通過。決勝トーナメントに進出し準々決勝対南アフリカに勝利し準決勝に進むも対ニュージーランドに敗戦。3位決定戦でウェールズに勝利するも3位に終わる。同年8月、オーストラリアラグビー協会(ARU)と2年間の契約延長に合意。
2012年シーズン、ウェールズ・オーストラリア遠征3戦3勝、ラグビーチャンピオンシップ6戦3勝3敗、北半球遠征4戦3勝1敗。
2013年シーズン、ブリティッシュ・アンド・アイリッシュ・ライオンズ・オーストラリア遠征3戦1勝2敗。同年7月7日にシドニーで行われた第3戦では41対16と大敗。ワラビーズは1989年以来の負け越しが決定。同年7月9日、ARUはディーンズの代表ヘッド退任を発表した。ワラビーズ通算74戦43勝2分29敗、勝率58.1%。対オールブラックス戦18戦3勝1分14敗。後任のヘッドコーチにはユーウェン・マッケンジーが就任。
パナソニック ワイルドナイツ
2013年のパナソニック ワイルドナイツ網走合宿ではスポットコーチを務め、2014年4月22日にヘッドコーチに就任。
2014-2015年シーズンでリーグ制覇。同年8月に開催されたラグビー日本代表強化試合では対戦相手の世界選抜チームヘッドコーチを務めた。
2015年-2016年シーズンもリーグ戦を連覇し、日本選手権優勝。
2024-25シーズンまで11季にわたりヘッドコーチを務め、2025-26シーズンではエグゼクティブアドバイザーを務める。
バーバリアンズヘッドコーチ
2016年バーバリアンズヘッドコーチ（対南アフリカ代表）、2017年の同ヘッドコーチ（対ニュージーランド代表、トンガ代表）を務める。

## その他
弟に元ラグビー選手でオールブラックス選出経験のあるブルース・ディーンズ、大叔父にオールブラックス24キャップのボブ・ディーンズがいる。